# Walther Schoenichen
Walther Schoenichen (* 18. Juli 1876 in Köln; † 22. November 1956 in Göppingen) war Biologe und einer der frühen deutschen Naturschützer. Seine Verbindung des Naturschutzes mit der Ideologie des Nationalsozialismus wird heute kritisch gesehen.

## Leben und Wirken
Seine Schulbildung erhielt er in den Franckeschen Stiftungen. Nach einem Studium der Naturwissenschaften war er zunächst als Oberlehrer tätig und wurde dann im Jahre 1913 als Lehrbeauftragter für Biologie an die Königliche Akademie zu Posen berufen. Ein Jahr später kam er als stellvertretender Leiter an das Zentralinstitut für Erziehung und Unterricht in Berlin und hatte hier in den Folgejahren durch Ausstellungen, Kurse und Exkursionen zahllose Erzieher für die Idee des Naturschutzes gewonnen. 1922 übernahm Schoenichen von Hugo Conwentz die Leitung der 1906 gegründeten Staatlichen Stelle für Naturdenkmalpflege in Preußen und galt somit bis 1935 als „oberster Naturschützer“ im Deutschen Reich. In der staatlichen Stelle arbeitete auch Benno Wolf, ab 1912 ehrenamtlich, ab 1915 hauptamtlich als Justitiar, der 1933 seiner Entlassung wegen seiner jüdischen Eltern durch sein Abschiedsgesuch zuvorkam.
Schoenichen trat bereits 1932 aus Überzeugung der NSDAP bei und wurde später Kulturwart der Ortsgruppe Rüdesheimer Platz in Berlin. Er hatte schon 1926 in seiner „Methodik und Technik des naturgeschichtlichen Unterrichts“ davon geschrieben, dass kein Zweifel besteht, „daß unserem Volke ein rassehygienischer Niedergang droht“. Selbst Werbetafeln in der Landschaft, laut Schoenichen eine „Reklamekrankheit“, führte er auf eine „Infektion mit jüdischem Giftstoff“ zurück. 
Trotz seiner Mitgliedschaft in der NSDAP und seiner Andienung an den Nationalsozialismus hatte er die Leitung der 1936 neu gegründeten Reichsstelle für Naturschutz nur kurz inne. Bereits 1938 wurde er in den Ruhestand versetzt und Hans Klose folgte ihm nach. Dieses Amt hieß nach dem Zweiten Weltkrieg dann Zentralstelle für Naturschutz und Landschaftspflege, seit 1993 jetzt Bundesamt für Naturschutz.
Bei Erscheinen seines Werkes Naturschutz als völkische und internationale Kulturaufgabe. Eine Übersicht über die allgemeinen, die geologischen, botanischen, zoologischen und anthropologischen Probleme des heimatlichen wie des Weltnaturschutzes im Jahre 1942 bezeichnete er sich als „Direktor der Reichsstelle für Naturschutz i.R.“ und zudem Honorarprofessor an der Universität Berlin.
Nach Kriegsende wurden in der Sowjetischen Besatzungszone Schoenichens Schriften Naturschutz im Dritten Reich (Bermühler, Berlin 1934) und Denkmal- und Naturdenkmalfragen unserer Tage (Neumann, Berlin 1934) auf die Liste der auszusondernden Literatur gesetzt. In der Deutschen Demokratischen Republik folgte auf diese Liste noch sein Der lebenskundliche (biologische) Unterricht an den höheren Schulen (Neumann, Berlin 1934).
Mehrfach ausgebombt lebte Schoenichen von 1948 bis kurz vor seinem Tod 1956 in Goslar. 1949 wurde er Lehrbeauftragter an der Technischen Hochschule Braunschweig. 1952 schrieb er das Buch Unter den Bäumen der alten Reichsstadt Goslar. Baumbuch der Stadt Goslar.
Eine aktive Rehabilitierung von im Naturschutz Tätigen jüdischer Herkunft, die im Nationalsozialismus verfolgt wurden, z. B. von Benno Wolf oder Max Hilzheimer, hat er nicht betrieben – ebenso wenig wie sein Nachfolger Klose, Hans Schwenkel, Heinrich Wiepking-Jürgensmann, Alwin Seifert oder andere staatliche Naturschützer.

## Ehrungen
- 1952: Verdienstkreuz (Steckkreuz) der Bundesrepublik Deutschland

## Schriften (Auswahl)

### Eigenständige Schriften
- Die Abstammungslehre im Unterrichte der Schule, Sammlung naturwissenschaftlich-pädagogischer Abhandlungen (Band 1, Heft 3), Leipzig und Berlin 1903
- Tierriesen der Vorzeit, Velhagen & Klasings Volksbücher Nr. 50, Bielefeld und Leipzig (1912?)
- Der deutsche Wald, Velhagen & Klasings Volksbücher Nr. 87, Bielefeld und Leipzig 1913
- zusammen mit Max Popp: Unsere Volksernährung auf der Grundlage unserer Landwirtschaft, Leipzig 1917
- Praktikum der Insektenkunde nach biologisch-ökologischen Gesichtspunkten, Jena 1918 (3., erweiterte Auflage 1930)
- Von Waffen und Werkzeug der Tiere und Pflanzen, Leipzig 1918
- Der biologische Unterricht in der neuen Erziehung, Leipzig 1919
- Einführung in die Biologie. Ein Hilfsbuch für höhere Lehranstalten und für den Selbstunterricht, Leipzig 1920
- Mikroskopisches Praktikum der Blütenbiologie. Für Studierende, Lehrer und Freunde der Blumenwelt, Leipzig 1922
- zusammen mit weiteren Autoren: Der biologische Lehrausflug. Ein Handbuch für Studierende und Lehrer aller Schulgattungen, Jena 1922
- Mikroskopische Untersuchungen zur Biologie der Samen und Früchte, Freiburg im Breisgau 1923
- Biologie der Blütenpflanzen. Eine Einführung an der Hand mikroskopischer Übungen, Biologische Studienbücher (Band 2), Freiburg im Breisgau 1924
- Tiere der Vorzeit, Wege zum Wissen 4, Berlin 1924
- Merkbuch für Naturdenkmalpflege. Staatliche Stelle für Naturdenkmalpflege in Preußen, Berlin 1925
- Neues Schmetterlingsbuch, Naturschutz-Bücherei (Band 1), Berlin-Lichterfelde 1925
- zusammen mit weiteren Autoren: Vom grünen Dom. Ein deutsches Wald-Buch, München 1926
- zusammen mit Philipp Depdolla: Methodik und Technik des naturgeschichtlichen Unterrichts, Handbuch des naturwissenschaftlichen und mathematischen Unterrichts (Band 5), Leipzig 1926 [Ausg. 1925]
- Naturschutz und Arbeitsschule, Naturschutz-Bücherei (Band 8), Berlin-Lichterfelde 1928
- Geweihte Stätten der Weltstadt. Grabmäler Berlins und was sie uns künden, Langensalza 1928 (2. Auflage Berlin/Leipzig 1929)
- Deutschkunde im naturgeschichtlichen Unterricht, Handbuch der Deutschkunde (Band 7), Frankfurt am Main 1928
- Der Umgang mit Mutter Grün. Ein Sünden- und Sittenbuch für jedermann, Naturschutz-Bücherei (Band 11), Berlin-Lichterfelde 1929 (3. Auflage 1951)
- ABC-Naturschutzführer, Handweiser der Staatlichen Stelle für Naturdenkmalpflege in Preußen (Band 1), Neudamm 1931
- „Das deutsche Volk muss gereinigt werden“. Und die deutsche Landschaft? In: Naturschutz (14. Jahrgang, Heft 11), Neudamm und Berlin 1933
- Deutsche Waldbäume und Waldtypen, Jena 1933
- Urwaldwildnis in deutschen Landen. Bilder vom Kampf des deutschen Menschen mit der Urlandschaft, Neudamm 1934
- Naturschutz im Dritten Reich. Einführung in Wesen und Grundlagen zeitgemäßer Naturschutz-Arbeit, Naturschutz-Bücherei (Band 12), Berlin 1934
- Zauber der Wildnis in deutscher Heimat. Urkunden vom Wirken der Naturgewalten im Bilde der deutschen Landschaft, Neudamm 1935
- Urdeutschland. Deutschlands Naturschutzgebiete in Wort und Bild, 2 Bände, 1935 und 1937
- zusammen mit Werner Weber: Das Reichsnaturschutzgesetz vom 26. Juni 1935 (RGBl. I S. 821) und die Verordnung zur Durchführung des Reichsnaturschutzgesetzes vom 31. Oktober 1935 (RGBl. I S. 1275), Berlin 1936
- Jagd und Naturschutz, Neudamm und Berlin 1937
- zusammen mit Erich Schröder (Zeichnungen): Die in Deutschland geschützten Pflanzen nach der Naturschutzverordnung vom 18. März 1936. Reichsstelle für Naturschutz, Berlin-Lichterfelde 1938 (2., erweiterte und verbesserte Auflage 1941)
- zusammen mit Erich Schröder (Zeichnungen) et al.: Taschenbuch der in Deutschland geschützten Tiere. Nach der Naturschutzverordnung vom 18. März 1936, Berlin-Lichterfelde 1938
- Biologie der Landschaft, Landschaftsschutz und Landschaftspflege (Heft 3), Neudamm und Berlin 1939
- Biologie der geschützten Pflanzen Deutschlands. Eine Einführung in die lebenskundliche Betrachtung heimischer Gewächse, Jena 1940
- Naturschutz als völkische und internationale Kulturaufgabe. Eine Übersicht über die allgemeinen, die geologischen, botanischen, zoologischen und anthropologischen Probleme des heimatlichen wie des Weltnaturschutzes, Jena 1942
- Aus Wald und Feld den Tisch bestellt, Berlin-Halensee und Bielefeld 1947
- Die Giraffen von Nyassa, Berlin-Halensee 1947
- Große Forscher, kühne Entdecker. Band 1, Berlin-Halensee 1949
- Von deutschen Bäumen, Berlin 1950
- Natur als Volksgut und Menschheitsgut. Eine Einführung in Wesen und Aufgaben des Naturschutzes, Stuttgart/Ludwigsburg 1950
- Blüten laden zu Gast, Berlin 1951
- Biologie in Stichworten, 2 Hefte, Kiel 1951 und 1954
- Unter den Bäumen der alten Reichsstadt Goslar, Hannover 1952
- Naturschutz – Heimatschutz. Ihre Begründung durch Ernst Rudorff, Hugo Conwentz und ihre Vorläufer, Große Naturforscher (Band 16), Stuttgart 1954

### Als Herausgeber
- Wege zum Naturschutz. Staatliche Stelle für Naturdenkmalpflege in Preußen, Breslau 1926
- Heimatmuseen. Wesen und Gestaltung, Berlin-Lichterfelde 1928
- Marie Jaedicke et al.: Geweihte Stätten der Weltstadt. Grabdenkmäler Berlins und was sie uns künden, Langensalza 1929
- Autorenkollektiv: Finnland. Vom Helsinkifjord zum Eismeer, Berlin-Lichterfelde und Leipzig 1929 – von diesem Buch erschienen parallel auch Übersetzungen in finnischer und englischer Sprache

Als Herausgeber und Mitverfasser betreute Schoenichen zudem die Publikationsreihen Die Natur – Eine Sammlung naturwissenschaftlicher Monographien, Biologische Studienbücher, Naturschutz-Bücherei, Landschaftsschutz und Landschaftspflege sowie in den 1930er-Jahren die Flugschriften der Staatlichen Stelle für Naturdenkmalpflege in Preußen.